# ハラー氏器官
ハラー氏器官（ハラーしきかん、英: Haller's organ）とはマダニに特有の器官。第1脚末節背面に存在し、昆虫類の触角に相当する機能を有する器官であり、化学的刺激や温度に反応する感覚器に役目を果たす。